# Hjälperöd
Hjälperöd är en bebyggelse i Långelanda socken på Orust i Orusts kommun. Orten utgörs av ett mindre bostadsområde strax nordväst om orten Svanesund. Området avgränsades före 2015 till en småort för att därefter räknas som en del av tätorten Svanesund.